# Michel Bastos
Michel Fernandes Bastos (Pelotas, 2 augustus 1983) is een voormalig Braziliaans profvoetballer die doorgaans als vleugelspeler speelde. Bastos debuteerde in 2009 in het Braziliaans voetbalelftal, waarvoor hij 10 interlands speelde en 1 keer scoorde.

## Clubvoetbal
Bastos' voetbalcarrière begon in 1994 bij Esporte Clube Pelotas. Hij trok de aandacht van onder meer Feyenoord, dat in de jonge Bastos een mogelijke nieuwe Roberto Carlos zag. In 2001 vertrok hij naar Rotterdam, dat 250.000 dollar voor hem betaalde.

### Feyenoord
In 2001 verliet hij Brazilië voor Nederland, waar bij aanvang van het seizoen 2001/02 deel uit zou maken van de selectie dat onder leiding stond van de hoofdtrainer Bert van Marwijk. Bastos heeft in Rotterdam-Zuid echter last van heimwee en wist er niet door te breken. Ondanks de steun van zijn landgenoot Leonardo, wist hij geen speelminuten te maken, waarna Bastos het nog één seizoen op huurbasis mocht proberen bij Excelsior. Hij zou daarna niet meer terugkeren bij Feyenoord.
In 2010 zou Bastos toegeven dat hij mentaal nog niet klaar was voor Feyenoord.

### Excelsior
Bij Excelsior kwam Bastos terecht in een selectie met onder meer El Hamdaoui, Holman, Buijs, Swerts en Boutahar als teamgenoten. Ondanks de kwaliteit in de selectie degradeerde de club uit de Eredivisie. Bastos speelde bijna alle wedstrijden in dit seizoen, maar trainer-coach Bert van Marwijk zag het niet zitten hem terug te halen naar Feyenoord. In de zomer van 2003 keerde Bastos terug naar Brazilië, waar hij zou voetballen voor Atlético Paranaense.

### Campeonato Brasileiro
De jaren erop speelde Bastos een aantal seizoenen onopvallend bij Atlético Paranaense en Grêmio in de Braziliaanse competitie. Alleen voor Figueirense FC speelde hij in 2005 een goed seizoen. In 2006 vertrok hij vervolgens weer naar Europa, om te spelen bij de Noord-Franse voetbalclub Lille OSC.

### Lille OSC
Voor aanvang van het seizoen 2006/07 maakte hij de overstap naar Lille OSC. Daar kwam zijn echte Europese doorbraak. Met name in het seizoen 2008/09 was hij bijzonder waardevol voor Les Dogues en maakte hij veertien doelpunten en negen assists. Mede daardoor plaatste de Noord-Franse club zich voor deelname aan de Europa League. Bij Excelsior stond hij al bekend om zijn sterke linkerbeen, maar in de Franse competitie raakt Bastos bekend als zekere factor in het schieten van penalty's en vrije trappen. Door zijn scorend vermogen wist de linkervleugelspeler zich in de kijker te spelen van een aantal Europese clubs. Na veel onderhandelingen verliet hij Lille voor de Franse topclub Olympique Lyon.

### Olympique Lyonnais

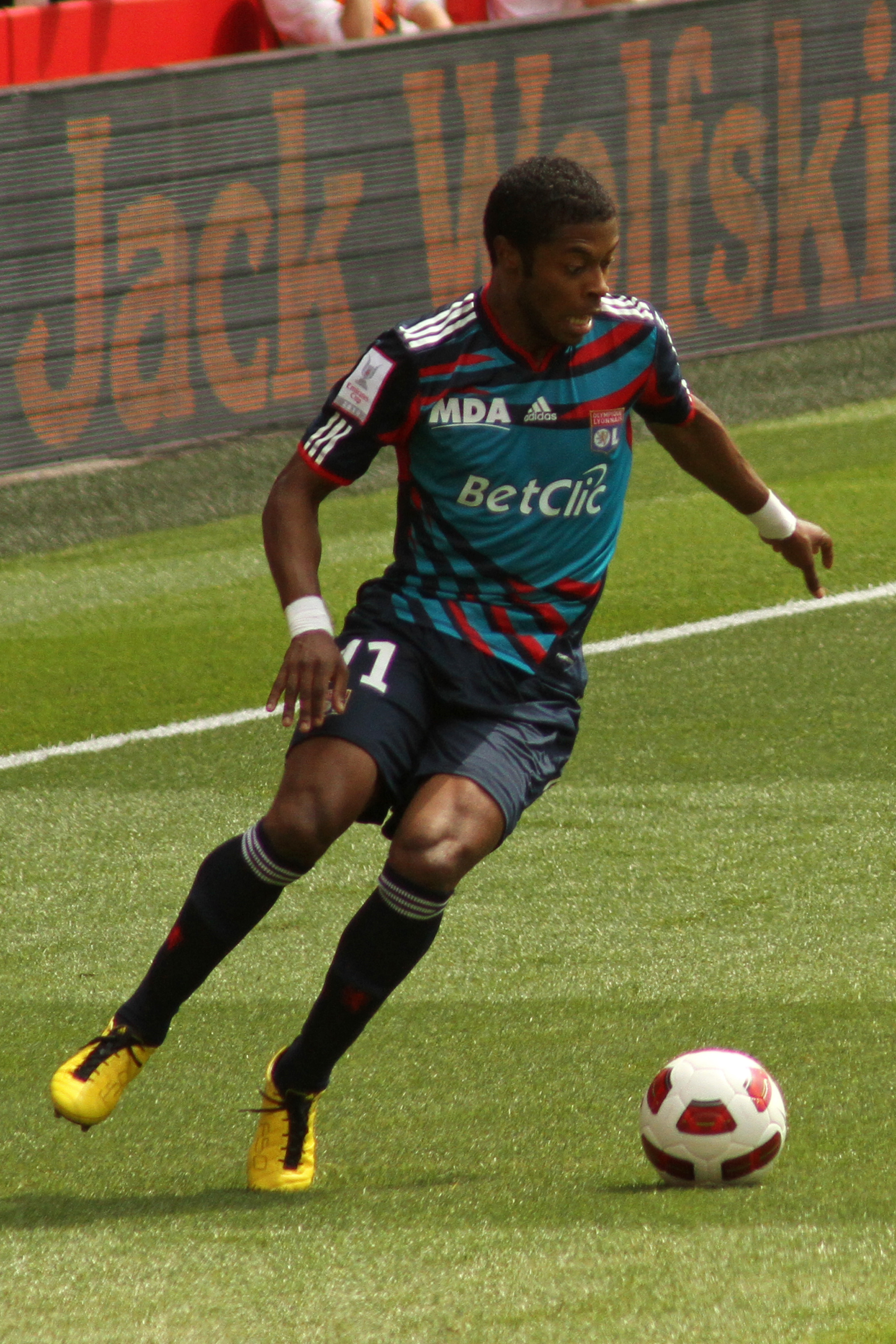
Michel Bastos in actie voor Lyon.

In de zomer van 2009 vertrok Bastos van Lille naar de Franse grootmacht Olympique Lyon, dat 18 miljoen euro voor hem betaalde. In Lyon ontpopt Bastos zich als topspeler en groeit er uit tot Braziliaans international. In het seizoen 2009/10 maakte hij voor Lyon in 32 competitiewedstrijden tien treffers. Met La Reine bereikte Bastos tevens de halve finales van de UEFA Champions League.

### Schalke 04
Op 29 januari 2013 werd bekend dat het Duitse Schalke 04 Michel Bastos voor anderhalf jaar overnam van Olympique Lyon. De Braziliaan moest bij Die Königsblauen de naar Tottenham Hotspur vertrokken Lewis Holtby doen vergeten. Schalke 04 besloot de optie tot koop echter niet te lichten en de Braziliaan vertrok na een halfjaar alweer.

### Al Ain
Op 5 augustus 2013 werd Bastos verkocht aan Al Ain voor 4 miljoen euro.

### AS Roma
Op 20 januari 2014 maakte de Italiaanse club AS Roma bekend dat Bastos een huurcontract had getekend tot het einde van het seizoen 2013/2014. Een huursom van 1,1 miljoen euro werd betaald met een optie de volledige rechten van de speler te kopen, voor aanvang van het seizoen 2014/15 kon de Braziliaan tegen een bedrag van 3,5 miljoen euro definitief worden overgenomen.

### Terug in Brazilië
Hij verruilde São Paulo in januari 2017 transfervrij voor Palmeiras dat hem eind april 2018 verhuurde aan Sport Recife. Met Sport degradeerde hij naar de Série B. In juli 2019 sloot hij aan bij América Mineiro maar verliet de club half september na slechts één optreden. Op 8 oktober 2019 kondigde de Braziliaan aan een punt te hebben gezet achter zijn carrière als profvoetballer.

## Interlandcarrière

### Brazilië
Bastos zag zijn seizoen bij Olympique Lyonnais bekroond met een selectie voor het WK voetbal van 2010. Op 2 juni 2010 maakte Bastos zijn eerste doelpunt voor de Brazilië. Hij maakte de 1-0 in een oefenwedstrijd tegen Zimbabwe, via een directe vrije trap.